# Artašat
Artašat (in armeno Արտաշատ?) è una città di circa 25 200 abitanti (2007), capoluogo della provincia di Ararat in Armenia. 
La cittadina si trova nella valle dell'Ararat circa 20 km a sud della capitale Erevan a poca distanza dal confine con la Turchia.
Il sito archeologico con i resti dell'antica capitale Artaxata si trova circa 8 km a sudest della cittadina.

## Storia
Fu fondata intorno al 1828 con il nome di Ghamarlu (o Verin Ghamarlu) da migranti armeni costretti ad abbandonare i distretti di Khoy e Salmas in Iran in seguito alla sconfitta nella Guerra russo-persiana (1826-1828). Si espanse in un florido centro agricolo dedito alla coltura del cotone e della vite. 
Nel 1930 venne costituito il distretto di Ghamarlu e nel 1945 la cittadina e il distretto vennero rinominati Artašat.
In epoca sovietica divenne un centro industriale dedicato principalmente alla lavorazione di prodotti alimentari.